# 초이락컨텐츠컴퍼니
초이락컨텐츠컴퍼니(Choirock Contents Company)는 대한민국의 완구 및 애니메이션 제작 기업이다.

## 연혁
- 1974년 2월 1일: ㈜협성공업사 설립.
- 1985년 : ㈜협성공업사에서 ㈜서울화학로 상호 변경.
- 1992년 : ㈜서울화학과 ㈜서울양행이 합해졌다. 명칭을 ㈜손오공(SONOKONG)으로 변경.
- 1992년 : ㈜희원엔터테인먼트 (《최강! 탑플레이트》, 《터닝메카드》, 《공룡메카드》, 《빠샤메카드》과 《바이트초이카》의 애니메이션 제작사) 설립.
- 2000년 11월 6일 : ㈜C4U 미디어 설립.
- 2002년 7월 : ㈜픽셀플래넷 (《소피 루비》/《꿈의 왕국 소피 루비》과 《티티 체리》의 애니메이션 제작사) 설립.
- 2003년 3월 6일 : 소노브이(SonoV) 분할 설립.
- 2006년 2월 2일 : 소노브이의 데뷔 작품 《용천기》 출시.
- 2007년 12월 1일 : ㈜손오공에서 애니메이션 기획/제작 부분이 분사돼서 설립.
- 2007년 12월 5일 : 초이락미디어 분할 설립.
- 2009년 4월 1일 : 키즈원TV 개국.
- 2010년 3월 18일 : ㈜파프리카 엔터테인먼트 (희원엔터테인먼트의 자회사) (《공룡메카드》, 《빠샤메카드》과 《바이트초이카》의 애니메이션 제작사) 설립.
- 2010년 10월 6일 : 소노브이에서 초이락 게임즈로 상호 변경.
- 2011년 5월 3일 : ㈜스튜디오더블유바바 (《헬로 카봇》, 《메카드볼》과 《티티 체리》의 애니메이션 제작사) 설립.
- 2012년 6월 1일 : 초이락미디어에서 초이락컨텐츠팩토리로 상호 변경.[1]
- 2013년 9월 11일 : 초이락컨텐츠팩토리의 데뷔 작품 《최강! 탑플레이트》 방송 개시.
- 2013년 10월 17일 : 초이락 게임즈에서 IX2 게임즈로 상호 변경.
- 2018년 8월 9일 : 키즈원TV에서 브라보키즈로 상호 변경.
- 2020년 6월 1일 : 어린이 채널 브라보키즈, KBS 키즈 초이락과 KBSN C&C 1월 4일 법인 합작 설립 공동 운영 MOU 설립.
- 2020년 11월 1일 : 초이락컨텐츠팩토리에서 초이락컨텐츠컴퍼니로 상호 변경.
- 2021년 5월 1일 : ㈜스튜디오 H4 (희원엔터테인먼트과 파프리카 엔터테인먼트의 후신) (《차징 탑스피너》의 애니메이션 제작사) 설립.
- 2021년 8월 24일 : 초이락컨텐츠컴퍼니는 한국의 저출산 문제(그리고 《빠샤메카드》과 《바이트초이카》의 실패)로 손오공과 이혼했다.[2] 이후 자체 유통망 체제
- 2021년 9월 30일 : 희원엔터테인먼트과 파프리카 엔터테인먼트 폐업.
- 2023년 : 초이락 베트남(Công Ty Tnhh Choirock Việt Nam) 설립.
- 2024년 1월 15일 : 초이락컨텐츠컴퍼니는 러시아로의 확장.[3][4]
- 2024년 8월 30일 : 초이락컨텐츠컴퍼니는 해즈브로 코리아와 파트너십을 맺었습니다.

## 자회사 운영
- KBS 키즈 브라보키즈: KBSN C&C과 초이락컨텐츠컴퍼니의 합작법인인 공동 운영 MOU 설립

## 제작 애니메이션
| KBS - 헬로 카봇 (1기 ~ 6기) (2014년 ~ 2018년) (15분 애니) (화수: 194화(30분판: 97화)) (애니메이션 제작: 스튜디오더블유바바) (1기(2014년 ~ 2015년)부터 3기(2016년)는 현대자동차과 같이 제작) (5기(2017년 ~ 2018년)부터 메카드 시리즈에 연결됨을 맺었다) - 터닝메카드 (1기 ~ 2기(W)) (2015년 ~ 2017년) (30분 애니) (화수: 110화) (애니메이션 제작: 희원엔터테인먼트) (2기(W)(2016년 ~ 2017년)는 현대자동차과 같이 제작) (제105화~제110화(完)는 KBS가 아닌 투니버스에서 방영되었다) (리마스터 2024년) (30분 애니) (화수: 52화) (애니메이션 제작: 스튜디오 H4) - 터닝메카드 R (2017년 ~ 2018년) (15분 애니) (화수: 26화(30분판: 13화)) - 공룡메카드 (2017년 ~ 2018년) (30분 애니) (화수: 52화) (애니메이션 제작: 희원엔터테인먼트 & 파프리카 엔터테인먼트) (공룡메카드 타이니소어) (2024년) (30분 애니) (화수: 52화) (애니메이션 제작: 스튜디오 H4) - 티티 체리 (2022년 ~ 2023년) (15분 애니) (화수: 32화(30분판: 16화)) (애니메이션 제작: 픽셀플래넷(제1화~제26화) → 스튜디오더블유바바(제27화~제32화(完))) (제27화~제32화(完)는 KBS가 아닌 KBS 키즈에서 방영되었다) 타사 - 최강! 탑플레이트 (2013년 ~ 2014년) (30분 애니) (화수: 39화) (애니메이션 제작: 희원엔터테인먼트) (완구 제품은 초이락컨텐츠컴퍼니가 아닌 손오공에서 제조&출시되었다) (리마스터 미정) (30분 애니) (화수: 39화) (애니메이션 제작: 스튜디오 H4) - 꿈의 왕국 소피 루비 (소피 루비 시즌2) (2017년 ~ 2018년) (15분 애니) (화수: 52화(30분판: 26화)) (애니메이션 제작: 픽셀플래넷) - 내 친구 코리리 (2018년 ~ 2019년) (15분 애니) (화수: 26화(30분판: 13화)) - 헬로 카봇 (7기(유니버스) ~ 14기(X)) (2019년 ~ 2024년) (15분 애니) (화수: ??화) (애니메이션 제작: 스튜디오더블유바바) (메카드 시리즈와 《내 친구 코리리》에 연결됨) - 바이트초이카 (1기 ~ 2기(하이퍼)) (2020년 ~ 2021년) (30분 애니) (화수: 39화) (애니메이션 제작: 희원엔터테인먼트 & 파프리카 엔터테인먼트) - 최강전사 미니특공대 (2014년 ~ 2015년) (30분 애니) (화수: 26화) (애니메이션 제작: SAMG 엔터테인먼트) (SAMG 엔터테인먼트과 같이 제작) (《미니특공대X》(2018년 ~ 2019년)의 완구 제품은 가이아에서 제조&출시되었다. 《미니특공대 슈퍼공룡파워》(2019년 ~ 2020년)/《미니특공대 슈퍼다이노7》(2021년), 《미니특공대 애니멀트론》(2021년 ~ 2022년)과 《미니특공대 브이레인저스》(2022년 ~ 2023년)의 완구 제품은 토이트론에서 제조&출시되었다. 그리고 《최강경찰 미니특공대》(2024년)의 완구 제품은 SAMG 엔터테인먼트에서 제조&출시되었다) - 용감한 소방차 레이 (2016년) (15분 애니) (화수: 26화(30분판: 13화)) (애니메이션 제작: 팝콘픽쳐스) (연두세상과 같이 제작) (한국·중국 합작) (완구 제품은 초이락컨텐츠컴퍼니가 아닌 손오공에서 제조&출시되었다) - 소피 루비 (2016년 ~ 2017년) (15분 애니) (화수: 52화(30분판: 26화)) (애니메이션 제작: 픽셀플래넷) - 빠샤메카드 (2019년 ~ 2020년) (30분 애니) (화수: 52화) (애니메이션 제작: 희원엔터테인먼트 & 파프리카 엔터테인먼트) - 메카드볼 (1기 ~ 2기(메가)) (2021년 ~ 2023년) (15분 애니) (화수: 78화(30분판: 39화)) (애니메이션 제작: 스튜디오더블유바바) - 차징 탑스피너 (1기 ~ 2기(BX)) (2023년 ~ 2024년) (20분 애니) (화수: 52화) (애니메이션 제작: 스튜디오 H4) - 터닝메카드 갓 (2025년 ~ 2026년) (20분 애니) (화수: ?화) (애니메이션 제작: 스튜디오더블유바바) - 헬로 카봇 쿵 (2018년 ~ 2019년) (카툰네트워크 코리아(제1화~제26화) → 브라보키즈(제27화~제32화(完))) (15분 애니) (화수: 32화(30분판: 16화)) (애니메이션 제작: 스튜디오더블유바바) - 요괴메카드 (1기 ~ 2기(왕마)) (2018년 ~ 2019년) (대교어린이TV(1기) → 카툰네트워크 코리아(2기(왕마))) (15분 애니) (화수: 37화(30분판: 19화)) - 헬로 카봇 미니 (2019년) (브라보키즈) (10분 애니) (화수: 26화) - 인싸맨 (2022년) (애니팝콘) (3분 애니) (화수: 20화) - 최강전사 미니특공대: 새로운 악당의 습격 (2015년) (시간: 60분) (애니메이션 제작: SAMG 엔터테인먼트) (SAMG 엔터테인먼트과 같이 제작) - 최강전사 미니특공대: 영웅의 탄생 (2016년) (시간: 68분) (애니메이션 제작: SAMG 엔터테인먼트) (SAMG 엔터테인먼트과 같이 제작) - 터닝메카드 W: 블랙미러의 부활 (2017년) (시간: 72분) (애니메이션 제작: 희원엔터테인먼트 & 파프리카 엔터테인먼트) - 터닝메카드 W: 반다인의 비밀 (2018년) (시간: 76분) (애니메이션 제작: 희원엔터테인먼트) - 헬로 카봇: 백악기 시대 (2018년) (시간: 84분) (애니메이션 제작: 스튜디오더블유바바 & 스튜디오인빅투스) - 공룡메카드: 타이니소어의 섬 (2019년) (시간: 70분) (애니메이션 제작: 스튜디오인빅투스) (《내 친구 코리리》에 연결됨) - 헬로 카봇: 옴파로스 섬의 비밀 (2019년) (시간: 78분) (애니메이션 제작: 스튜디오더블유바바 & 스튜디오인빅투스) - 헬로 카봇: 달나라를 구해줘! (2019년) (시간: 76분) (애니메이션 제작: 스튜디오더블유바바) - 헬로 카봇: 수상한 마술단의 비밀 (2022년) (시간: 78분) (애니메이션 제작: 스튜디오더블유바바) - 헬로카봇 올스타 스페셜 (2024년) (시간: 67분) (애니메이션 제작: 스튜디오더블유바바) |

## 제작 웹툰
- 카카오페이지 웹툰 메카드 (With 소피루비) (2017년 ~ 2018년)
- 심령탐정 소피 (2019년)

## 온라인 게임종료
- 용천기 (2006년 2월 2일 서비스 개시. 2013년 1월 24일 종료)
- 샤이아 (2006년 6월 21일 서비스 개시. 2016년 5월 12일 종료)
- 라이프 온라인 → 네오 온라인 (2008년 1월 18일 서비스 개시. 2013년 8월 29일 종료)
- 슈퍼스타킹 → 슈퍼스타K 온라인 → 슈퍼스타킹 (2010년 9월 1일 서비스 개시. 2013년 12월 17일 종료)
- 레이싱 매니저 (2011년 10월 18일 서비스 개시. 2012년 11월 5일 종료)
- 머큐리: 레드 (2012년 2월 2일 서비스 개시. 2012년 12월 27일 종료)

## 완구 제품
남아 완구
- 헬로 카봇 (Hello Carbot) (2014년 ~ 현재) (2014년부터 2016년까지 현대자동차과 같이 제작) (2017년부터 메카드 시리즈에 연결됨을 맺었다)
- 최강전사 미니특공대 (2014년 ~ 2015년) (SAMG 엔터테인먼트과 같이 제작) (《미니특공대X》(2018년 ~ 2019년)의 완구 제품은 가이아에서 제조&출시되었다. 《미니특공대 슈퍼공룡파워》(2019년 ~ 2020년)/《미니특공대 슈퍼다이노7》(2021년), 《미니특공대 애니멀트론》(2021년 ~ 2022년)과 《미니특공대 브이레인저스》(2022년 ~ 2023년)의 완구 제품은 토이트론에서 제조&출시되었다. 그리고 《최강경찰 미니특공대》(2024년), 《픽셀파워 미니특공대》(2025년)과 《최강공룡 미니특공대》(2025년)의 완구 제품은 SAMG 엔터테인먼트에서 제조&출시되었다)
- 터닝메카드 (Turning Mecard) (기획시의 NG제목: 《터닝 포켓카(Turning Pocketcar)》, 《포켓카 마스터(Pocketcar Master)》) (2015년 ~ 2017년) (2016년부터 2017년까지 현대자동차과 같이 제작)
  - 터닝메카드 R(리부트) (Turning Mecard R (Reboot)) (2017년 ~ 2018년)
  - 공룡메카드 (Dino Mecard) (2017년 ~ 2018년)
    - 공룡메카드: 타이니소어의 섬 (2019년)

  - 요괴메카드 (Ghost Mecard) (2018년 ~ 2019년)
  - 빠샤메카드 (Bbasha Mecard) (기획시의 NG제목: 《터닝메카드 빠샤(Turning Mecard Bbasha)》) (2019년 ~ 2020년)
  - 메카드볼 (Mecard Ball) (기획시의 NG제목: 《마블 메카드(Marble Mecard)》) (2021년 ~ 2023년)
  - 터닝메카드 갓 (Turning Mecard GOD) (2025년 ~ 2026년)
- 요요톡 (YoYoTok) (2018년 ~ 2019년)
- 바이트초이카 (Bite-Choicar) (기획시의 NG제목: 《초이카 바이터즈(Choicar Biters)》) (2020년 ~ 2021년)
- 인싸맨 (2022년)
- 차징 탑스피너 (Charging Topspinner) (기획시의 NG제목: 《스피너팽이》) (2023년 ~ 2024년)

여아 완구
- 소피 루비 (Sofy Ruby) (2016년 ~ 2018년)
- 티티 체리 (Tea Tea Cherry) (2022년 ~ 2023년)

라이센스 생산
- 블라이스 (Blythe) (2014년부터 2019년까지 라이센스) ( 미국)
- 가스파드와 리사 (Gaspard et Lisa) (2015년부터 라이센스) ( 프랑스)
- 리틀타익스 (Little Tikes) (2018년부터 2021년까지 라이센스) ( 미국)
- 플레이모빌 (Playmobil) (2018년부터 2023년까지 라이센스) ( 독일)
- 구마몬 (くまモン) (2018년부터 라이센스) ( 일본)
- 떴다! 방울이 (タマ&フレンズ) (2024년부터 라이센스) ( 일본)
- 플레이도 (Play-Doh) (2024년부터 라이센스) ( 미국)
- 너프 (Nerf) (2024년부터 라이센스) ( 미국)
- 트랜스포머 (Transformers) (2024년부터 라이센스) ( 미국)
- 페파피그 (Peppa Pig) (2024년부터 라이센스) ( 영국)

리마스터판
- 터닝메카드 리마스터 (Turning Mecard Remastered) (2024년)
- 공룡메카드 타이니소어 (Dino Mecard Tinysaur) (2024년)